# تمساح كون
تمساح كون (تسمية ثنائية:†Kuehneosuchus) هي جنس منقرض من الزواحف يتبع فصيلة عظايا كون من أشباه العظايا الحرشفية.